# Brigham Young University Women's Volleyball
La Brigham Young University Women's Volleyball è la squadra di pallavolo femminile appartenente alla Brigham Young University, con sede a Provo (Utah): milita nella Big 12 Conference della NCAA Division I.

## Record
| Piazzamento          |    | Edizione                                                                                |
| -------------------- | -- | --------------------------------------------------------------------------------------- |
| Tornei NCAA          | 36 | Finale: 1 2014                                                                          |
| Tornei NCAA          | 36 | Semifinali: 2 1993, 2018                                                                |
| Tornei NCAA          | 36 | Elite Eight: 8 1985, 1986, 1987, 1992, 1996, 1997, 1998, 2007                           |
| Tornei NCAA          | 36 | Sweet Sixteen: 12 1981, 1982, 1983, 1988, 1999, 2012, 2013, 2015, 2016, 2017 2020, 2021 |
| Tornei NCAA          | 36 | Secondo turno: 7 1994, 1995, 2000, 2003, 2006, 2019, 2022                               |
| Tornei NCAA          | 36 | Primo turno: 6 1984, 1990, 1991, 2001, 2005, 2024                                       |
| Titoli di conference | 29 | ICCWPE: 3 1969, 1970, 1971                                                              |
| Titoli di conference | 29 | Intermountain Athletic Conference: 7 1972, 1973, 1974, 1975, 1976, 1977, 1981           |
| Titoli di conference | 29 | High Country Athletic Conference: 4 1982, 1983, 1986, 1987                              |
| Titoli di conference | 29 | Western Athletic Conference: 6 1990, 1992, 1993, 1994, 1996, 1997                       |
| Titoli di conference | 29 | Mountain West Conference: 1 2000                                                        |
| Titoli di conference | 29 | West Coast Conference: 8 2012, 2014, 2015, 2016, 2017, 2018, 2020, 2021                 |

## Conference
- ICCWPE: 1969-1971
- Intermountain Athletic Conference: 1972-1981
- High Country Athletic Conference: 1982-1989
- Western Athletic Conference: 1990-1998
- Mountain West Conference: 1999-2010
- West Coast Conference: 2011-2022
- Big 12 Conference: 2023-

## National Player of the Year
- Mariliisa Salmi (1986)

## National Freshman of the Year
- Heather Gneiting (2018)

## National Coach of the Year
- Shawn Olmstead (2014)
- Heather Olmstead (2018)

## All-America

### First Team
- Lisa Motes-Connolly (1981)
- Sari Virtanen (1986)
- Mariliisa Salmi (1986, 1987)
- Jill Sanders Plumb (1987)
- Dylann Duncan (1988)
- Michele Fellows (1993)
- Charlene Johnson (1993)
- Amy Steel Gant (1997)
- Nina Puikkonen (2000)
- Jennifer Hamson (2012, 2014)
- Alexa Gray (2015)
- Amy Boswell (2016)
- Lyndie Haddock (2018)
- Veronica Jones (2018)

### Second Team
- Karen Doane (1984)
- Sari Virtanen (1985)
- Dylann Duncan (1987)
- Tea Nieminen (1990, 1992)
- Michele Fellows (1992)
- Charlene Johnson (1994)
- Amy Steel Gant (1995)
- Gale Oborn Johnson (1996)
- Korie Rogers (1997, 1998)
- Anna-Lena Smith (1998, 1999)
- Nina Puikkonen (1999)
- Alexa Gray (2014)
- Mary Lake (2018)

### Third Team
- Chelsea Goodman (2007)
- Alexa Gray (2013)
- Amy Boswell (2015)
- McKenna Miller (2016)
- Veronica Jones (2017)
- Heather Gneiting (2018)
- Kennedy Redding (2020)
- Kenzie Koerber (2021)

## Allenatori
- Elaine Michaelis: 1969-2001
- Karen Lamb: 2002-2004
- Jason Watson: 2005-2007
- Shay Goulding: 2008-2010
- Shawn Olmstead:2011-2014
- Heather Olmstead: 2015-